# 三段滝 (北海道)

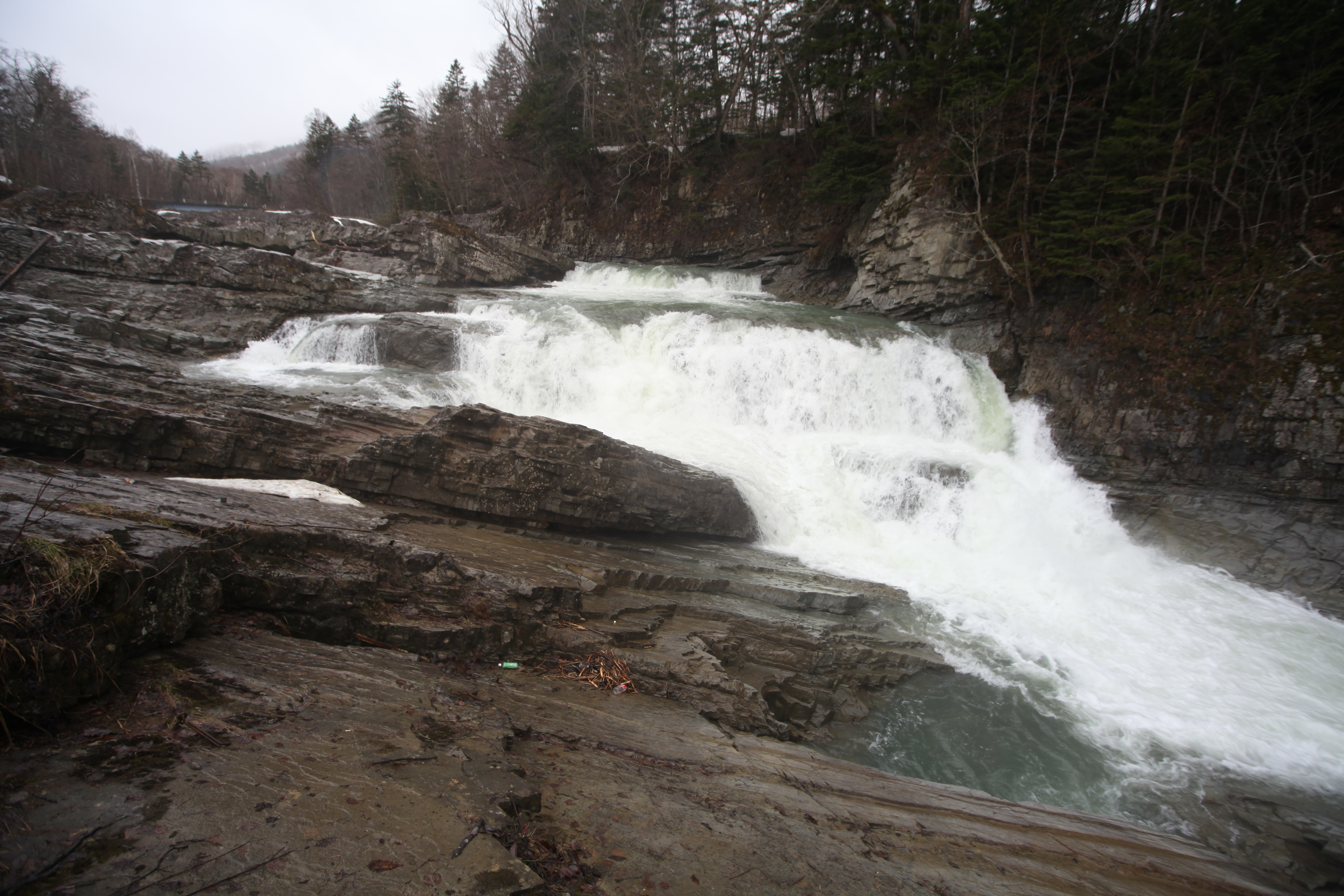
北海道芦別市の三段滝

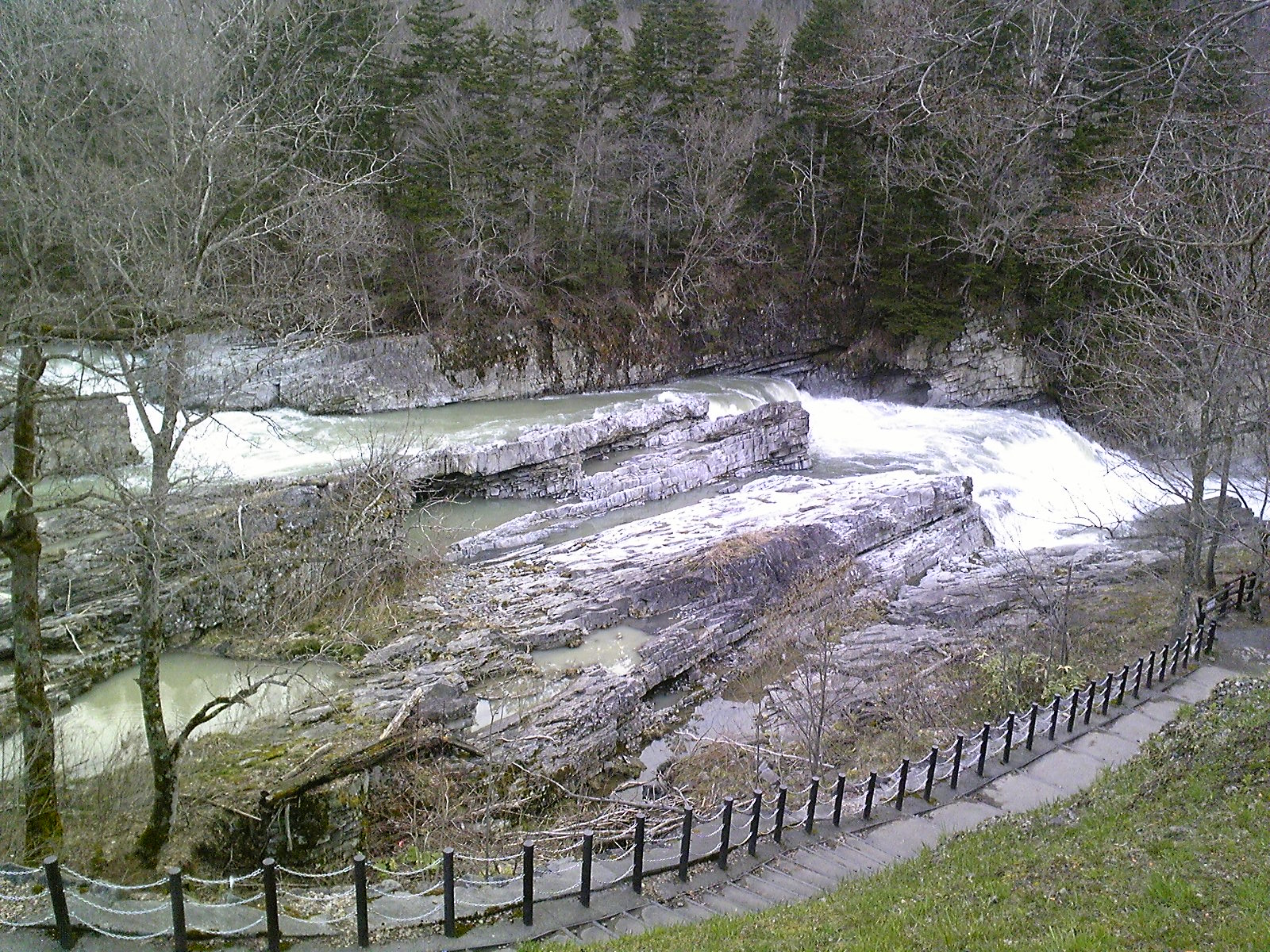
断層によって多段に渡って滝が構成されている

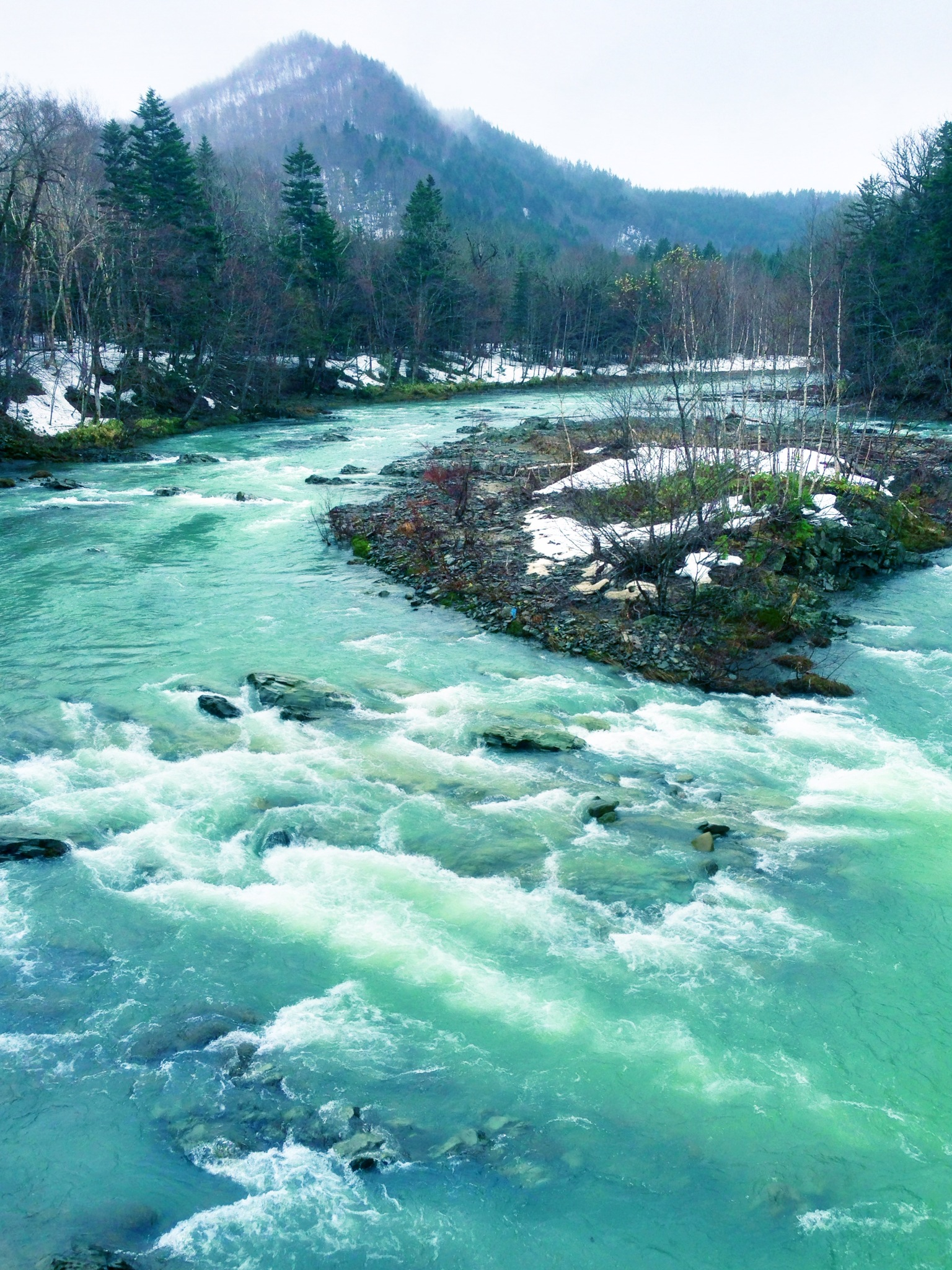
三段滝の上流側

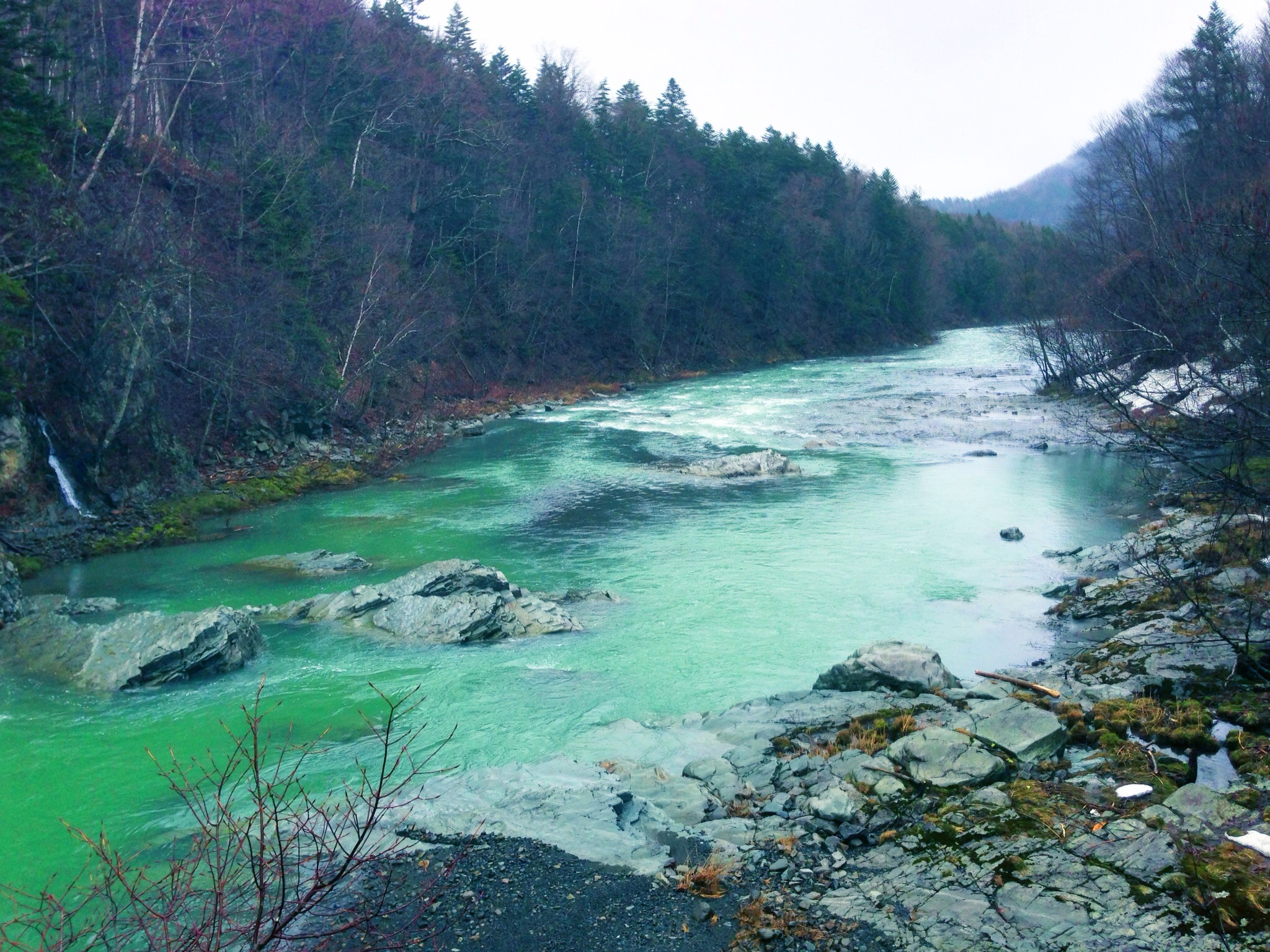
三段滝の下流側

三段滝（さんだんだき）は、北海道芦別市奥芦別にある滝。石狩川の支流の芦別川の源流近くにある滝であり、芦別市の特別名勝の一つとなっている。

## 概要
三段滝は、堅い岩盤が地殻変動で上下にずれて河床が階段状になり、落差10m、幅7mの大きな滝を構成している。芦別川と空知川との合流点から23km川をさかのぼった場所に存在する。単純な三層の滝ではなく、芦別川は複雑に層を成した岩盤を縫って、激しい勢いで流れており、小さいものを含めて10個以上の滝の集合体となっている。ただし、上流に芦別ダムが1957年に建設されてからは、水力発電および桂沢ダムへの導水によって水量が減ったとされる。戦前は大量の鮭が遡上するのがよく観察された。空知支庁の管内旧産炭地の再生を目指す計画「元気そらち！産炭地域活性化戦略案」での5つの観光ルートの1つに選ばれており、芦別観光の名勝地として知られる「芦別五滝」（夫婦滝、空知大滝、三段滝、七夜の滝、八月沢の滝）の1つである。

## 施設
- トイレと駐車場20台[3]。
- 遊歩道の先に展望台があり、一帯は市営公園として整備されている[3]。

## 特記事項
- 芦別は、アイヌ語の｢アシベツ｣に由来している[2]。｢ベツ｣は川を意味する[2]。｢アシ｣については2つ説があり[7]、アイヌ語の「灌木」という意味であるという説と[7][2]、「立つ」という意味であるとする説がある[7][2]。後者の説ではこの「三段滝」が、下流から眺めると川が立つように見えることに合致するとされる[7][2]。
- 国道からのアクセスが良く、展望台のすぐ横に岩場があり滝の直ぐ傍まで容易に行くことができるため、過去に水難事故が起きている[8]。現在は滝周囲の岩場は立ち入り禁止となっている[1]。
- 周囲は原生林であり、熊が頻繁に目撃されている[9]。このため観光シーズン中に芦別市に委託された業者が設置する臨時の売店が、日没前に早めに閉店するなど、自衛策が講じられている[9]。

## 交通アクセス
- 芦別市街地から約20km、国道452号線(夕張国道)より徒歩すぐ[1]。